# Opacifrons parvicornis
Opacifrons parvicornis är en tvåvingeart som först beskrevs av Oswald Duda 1918.  Opacifrons parvicornis ingår i släktet Opacifrons och familjen hoppflugor. Inga underarter finns listade i Catalogue of Life.